# 月球漫步乐队
月球漫步樂團（英語：Walk The Moon，風格化为）是一个来自俄亥俄州辛辛那提的美国摇滚乐队。主唱Nicholas Petricca在2006年他是一名凯尼恩学院的学生时组建了这支乐队，乐队名称来自于警察乐队的歌曲《月球漫步》。他们在2010年11月独立发布了他们的首张录音室专辑《我要！我要！》（i want! i want!），其中的歌曲《安娜·孙》被多个另类摇滚电台播放。
由于这支单曲的成功，另类王国电台把他们列为“2012年夏天你需要知道的乐队”。著名音乐博客 Neon Gold 帮助这支乐队在2011年1月出名，称《安娜·孙》是“英国唱片公司A&R部门梦想的，主要厂牌争抢的那类作品”  他们在2011年2月被RCA 唱片签下，随后在2012年6月发布了他们第一张大厂录音室专辑《月球漫步》，包括了《我要！我要！》中流行了已有两年的歌曲《安娜·孙》的一个重录版本。乐队在2014年12月发布了他们第二张大厂录音室专辑《开口好难》，包括在公告牌百强单曲榜位列第四位并在公告牌摇滚歌曲榜和另类摇滚歌曲榜位列榜首的歌曲《闭上嘴跳舞吧！》。公告牌的编辑Ryan Seed给了《闭上嘴跳舞吧！》四星半的好评。

## 历史
月球漫步乐队称他们受到了传声头像、大卫·鲍伊、警察乐队、惊惧之泪和菲爾·柯林斯的影响。他们对键盘和合成器等80年代主要元素的运用亦值得留意。

### 以《安娜·孙》与《我要！我要！》起步（2010–2011）
2011年，乐队成员开始在现场表演时在脸上作画，他们会带足够的油漆与观众分享。他们声称这已成为一个演唱会传统。波纳罗音乐节的摄制组从2011年起用短视频记录绘画过程。发布专辑前，他们和 Young the Giant和Kaiser Chiefs去巡演，并在2012年1月释出了包括三首歌的小样，他们在Sasquatch!音乐节和萤火虫音乐节上演出。他们以精力充沛的表演和不知疲倦的旅行计划而闻名。在同名专辑发布之前，他们在Music Midtown节上与其他演奏者同台演出，并在于2011年9月在佐治亚州亚特兰大Great Southeast Music Hall Stage上演出。在2011年春天，他们与另一个西海岸乐队Grouplove短程巡演，同时在预先选定日期支持Panic! at the Disco和Weezer。乐队在Lollapalooza20周年庆的主舞台上演出并在位于林肯大厅的Lollaplooza后续演出中支持美洲原住民。

## 乐队成员

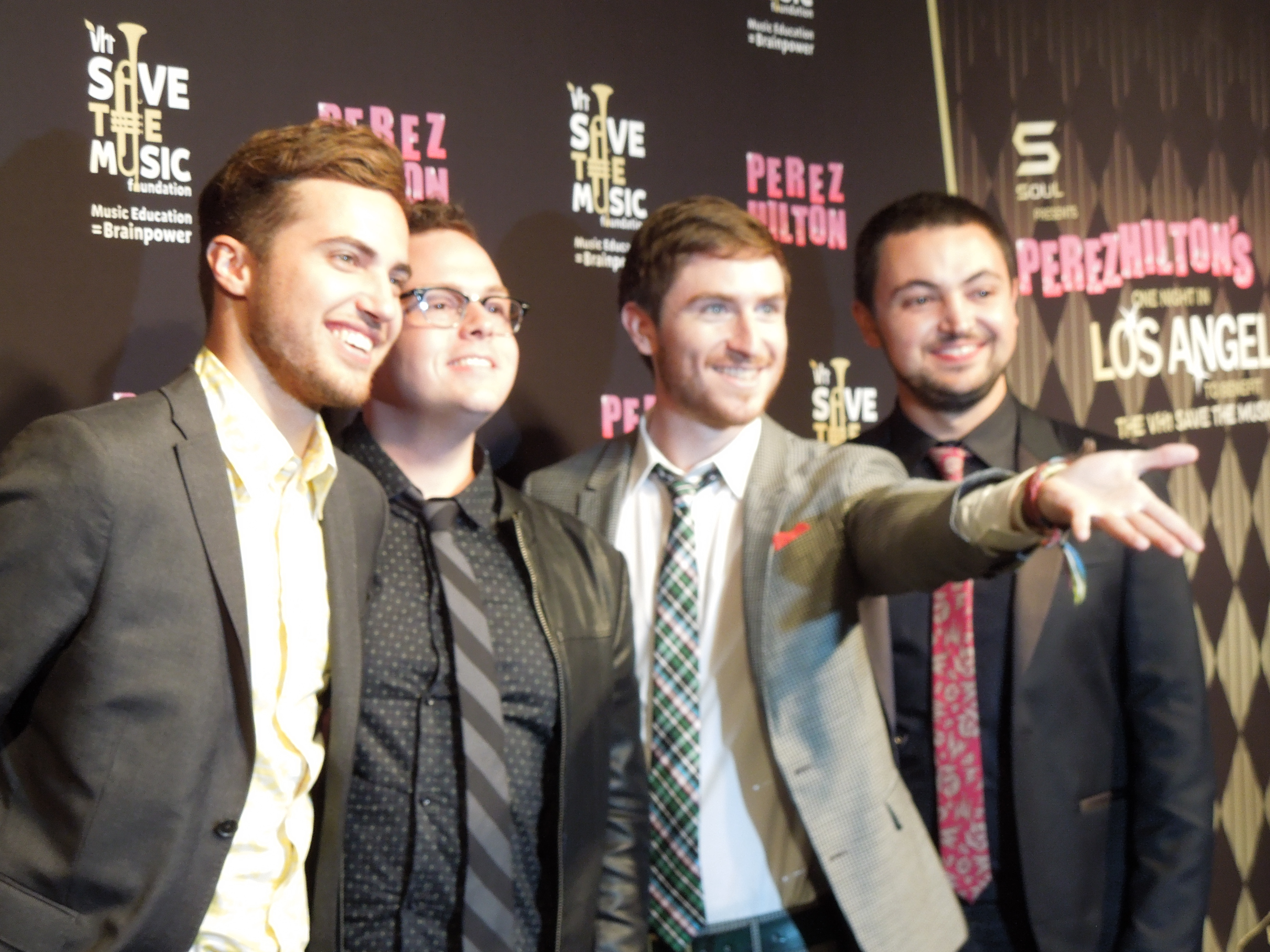
从左至右：凯文·雷、肖恩·沃戈曼、尼古拉斯·帕特里卡和伊莱·麦曼

### 现成员
- Nicholas Petricca - 主唱，键盘，合成器（2008–现在，出生于1987年2月16日）[13]
- Kevin Ray - 贝司，和声，吉他手（2010–现在）
- Sean Waugaman - 鼓手，和声（2010–现在）
- Eli Maiman - 吉他手，和声（2010、2011–现在）

### 前成员
- Adam Reifsnyder - 贝司，和声（2008–2009）[14][15][16]
- Sam Cole - 吉他手，和声（2008年加入 IBM Watson）[14][17]
- Ricky Human - 鼓手（2008）[14][17]
- Nick Lerangis - 吉他手，和声（2009）[15][16][18][19][20]
- Chris Robinson - 吉他手，和声（2010–2011）[21][22]

## 作品列表

### 录音室专辑
- 《我要！我要！》（i want! i want!，2010年）
- 《月球漫步（英语：Walking on the Moon）》 （2012年）
- 《开口好难（英语：Talking Is Hard）》 （2014年）

### 现场专辑
- 《一路相伴》（You Are Not Alone，2016年）

## 获奖与提名
| 年   | 组织                   | 提名对象           | 奖项                 | 结果 | 备注   |
| ---- | ---------------------- | ------------------ | -------------------- | ---- | ------ |
| 2015 | 青少年选择奖           | 《就閉嘴跳舞吧！》 | 选择奖：派对音乐     | 提名 | [ 23 ] |
| 2015 | MTV 视频音乐奖         | 《就閉嘴跳舞吧！》 | 最佳摇滚视频         | 提名 | [ 24 ] |
| 2015 | 全美音乐奖             | 月球漫步乐队       | 年度新艺人           | 提名 |        |
| 2015 | 全美音乐奖             | 月球漫步乐队       | 最受欢迎团体         | 提名 |        |
| 2015 | 全美音乐奖             | 月球漫步乐队       | 最受欢迎另类音乐艺人 | 提名 |        |
| 2016 | iHeartRadio 音乐奖     | 《就閉嘴跳舞吧！》 | 年度歌曲             | 提名 | [ 25 ] |
| 2016 | iHeartRadio 音乐奖     | 《就閉嘴跳舞吧！》 | 年度另类摇滚歌曲     | 提名 | [ 25 ] |
| 2016 | iHeartRadio 音乐奖     | 月球漫步乐队       | 年度团体             | 提名 | [ 25 ] |
| 2016 | Nickelodeon 儿童选择奖 | 月球漫步乐队       | 最受欢迎新艺人       | 提名 | [ 26 ] |
| 2016 | 告示牌音乐奖           | 月球漫步乐队       | 最佳电台音乐         | 獲獎 | [ 27 ] |
| 2016 | 告示牌音乐奖           | 《就閉嘴跳舞吧！》 | 最佳摇滚歌曲         | 獲獎 | [ 27 ] |
| 2016 | 告示牌音乐奖           | 月球漫步乐队       | 最佳摇滚艺人         | 提名 | [ 27 ] |